# Manfreda paniculata
Manfreda paniculata är en sparrisväxtart som beskrevs av L.Hern., R.A.Orellana och Germán Carnevali. Manfreda paniculata ingår i släktet Manfreda och familjen sparrisväxter. Inga underarter finns listade i Catalogue of Life.